# Championnats de Tunisie d'athlétisme 1972
Navigation
1971 1973
Les championnats de Tunisie d'athlétisme 1972 sont une compétition tunisienne d'athlétisme se disputant en 1972.
En l'absence de Mohammed Gammoudi ce sont son frère Hmida et son coéquipier Mhadheb Hannachi qui s'adjugent les titres des 1 500 m et 5 000 m.
Au niveau des clubs, le Club africain (treize titres) dépasse de loin la Zitouna Sports, l'Association sportive militaire de Tunis et le Stade tunisien qui totalisent chacun cinq titres.

## Palmarès
| Discipline            | Hommes              | Hommes            | Femmes              | Femmes       |
| --------------------- | ------------------- | ----------------- | ------------------- | ------------ |
| 100 m                 | Habib Hebiri        | 11 s              | Lilia Attia         | 12 s 6       |
| 200 m                 | Habib Hebiri        | 22 s 6            | Lilia Attia         | 26 s 2       |
| 400 m                 | Houcine Fray        | 50 s 7            | Nadia Ben Hiba      | 1 min 1 s 6  |
| 800 m                 | Abdelkrim Jelassi   | 1 min 54 s        | Jalila Douira       | 2 min 23 s 7 |
| 1 500 m               | Hmida Gammoudi      | 3 min 53 s 2      | Jalila Douira       | 4 min 53 s 8 |
| 5 000 m               | Mhadheb Hannachi    | 14 min 56 s 2     |                     |              |
| 10 000 m              | Abdelaziz Bouguerra | 30 min 36 s 8     | -                   | -            |
| 100 m haies           |                     |                   | Lilia Attia         | 16 s 4       |
| 110 m haies           | Abdessalem Tabaa    | 17 s 3            |                     |              |
| 400 m haies           | Abdellatif Trabelsi | 54 s 9            |                     |              |
| 3 000 m steeple       | Abdelaziz Bouguerra | 9 min 6 s 4       |                     |              |
| Relais 4 × 100 mètres | Club africain       | 44 s 2            | Zitouna Sports      | 52 s 9       |
| Relais 4 × 400 mètres | Club africain       | 3 min 29 s 5      | Zitouna Sports      | 4 min 10 s 8 |
| Saut en longueur      | Youssef Khemiri     | 7 m               | Rekaya Ben Abdallah | 4,38 m       |
| Triple saut           | Youssef Khemiri     | 14,45 m           |                     |              |
| Saut en hauteur       | Belgacem Fathalli   | 1,60 m            | Jalila Zayani       | 1,35 m       |
| Saut à la perche      | Abada Alouini       | 3,60 m            |                     |              |
| Lancer du poids       | Ahmed Zone          | 13,74 m           | Leila Charnine      | 10,61 m      |
| Lancer du disque      | Abdeljaoued Bedira  | 38,06 m           | Rabiâa Gharbi       | 26,80 m      |
| Lancer du marteau     | Larbi Saïdi         | 41,08 m           | -                   | -            |
| Lancer du javelot     | Youssef Gouider     | 54,56 m           | Titre non attribué  |              |
| 20 km marche          | Chedly Ben Ali      | 1 h 41 min 39 s 6 |                     |              |
| Décathlon             | Belgacem Fathalli   | 5 272             |                     |              |
| Heptathlon            |                     |                   |                     |              |
| Marathon              |                     |                   |                     |              |